# Andrej Stas
Andrej Leanidawitsch Stas (belarussisch Андрэй Леанідавіч Стась, russisch Андрей Леонидович Стась Andrei Leonidowitsch Stas; * 18. Oktober 1988 in Minsk, Weißrussische SSR) ist ein belarussischer Eishockeyspieler, der seit Juli 2017 beim HK Awangard Omsk aus der Kontinentalen Hockey-Liga (KHL) unter Vertrag steht.

## Karriere
Andrej Stas begann seine Karriere als Eishockeyspieler in seiner Heimatstadt beim HK Junior Minsk, für den er von 2004 bis 2008 in der zweiten belarussischen Liga aktiv war. Von 2006 bis 2008 spielte er parallel für dessen Kooperationspartner HK Junost Minsk in der Extraliga. Nachdem er die Saison 2008/09 beim HK Keramin Minsk in der Extraliga begonnen hatte, wurde er im Laufe der Spielzeit von dessen Stadtnachbarn HK Dinamo Minsk aus der neu gegründeten Kontinentalen Hockey-Liga verpflichtet, für den er bis 2014 spielte und sich zu einem Stamm- und Nationalspieler entwickelte. 2014 entschloss er sich, den Verein nach sechs Jahren Zugehörigkeit zu verlassen und wurde vom HK ZSKA Moskau verpflichtet, für den er in 56 KHL-Partien 11 Scorerpunkte erzielte.
Im Mai 2015 wurde Stas zusammen mit Dmitri Ogurzow im Tausch gegen die KHL-Transferrechte an Nail Jakupow an Neftechimik Nischnekamsk abgegeben. Für Neftechimik absolvierte er bis Mitte Oktober 2016 insgesamt 64 KHL-Partien, ehe er gegen Zahlung einer Entschädigung zu Dinamo Minsk zurückkehrte.
Zwischen 2017 und 2021 stand Stas beim HK Awangard Omsk unter Vertrag, mit dem er 2021 den Gagarin-Pokal gewann. Mach diesem Erfolg verließ er den Klub und wurde im Mai 2021 vom HK Traktor Tscheljabinsk für drei Jahre verpflichtet.

### International
Für Belarus nahm Stas im Juniorenbereich an der U18-Junioren-B-Weltmeisterschaft 2005, der U18-Junioren-Weltmeisterschaft 2006 sowie der U20-Junioren-Weltmeisterschaft 2007 und der U20-Junioren-B-Weltmeisterschaft 2008 teil. Im Seniorenbereich stand er im Aufgebot seines Landes bei den Weltmeisterschaften 2009, 2010 und 2011 sowie bei den Olympischen Winterspielen 2010 in Vancouver.

## Erfolge und Auszeichnungen
- 2005 Aufstieg in die Top Division bei der U18-Junioren-Weltmeisterschaft der Division I
- 2009 Spengler-Cup-Gewinn mit dem HK Dinamo Minsk
- 2016 Belarus’ Eishockeyspieler des Jahres
- 2021 Gagarin-Pokal-Gewinn mit HK Awangard Omsk

## KHL-Statistik
(Stand: Ende der Saison 2018/19)